# 宽镰贯众
宽镰贯众（学名：Cyrtomium latifalcatum）为鳞毛蕨科贯众属下的一个种。

## 扩展阅读
- 維基物種上的相關：宽镰贯众